# Муньос, Хуан Карлос
Хуа́н Ка́рлос Муньо́с (исп. Juan Carlos Muñoz; 6 мая 1919, Авельянеда — 22 ноября 2009, Буэнос-Айрес) — аргентинский футболист, правый нападающий.

«Выходит солнце, выходит луна; центр — Муньос, гол Лабруна». Фанатская песня.

## Карьера

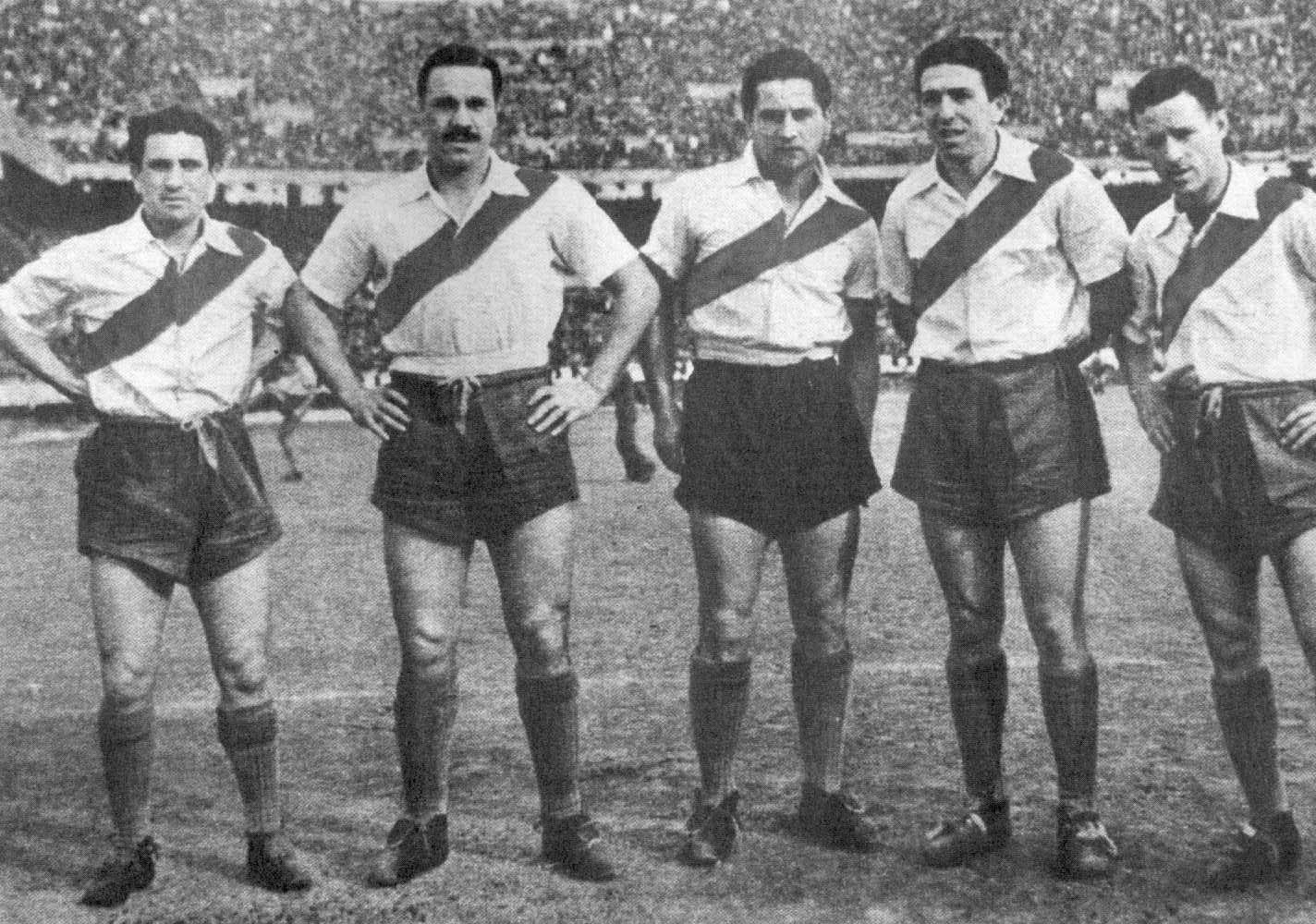
La Máquina. Слева направо: Муньос, Морено, Педернера, Лабруна, Лоустау

Хуан Карлос Муньос был воспитанником клуба «Индепендьенте», за которую выступал за 4-й состав команды. Он начал карьеру в клубе «Спортиво Док Суд» в 1938 году. Этому клубу он помог выйти в Примеру аргентинского дивизиона, сыграв в 23 матчах и забив 13 голов. В Примере он провёл за Док Суд 4 игры в которых забил 4 гола
В июне 1939 года Муньос перешёл в клуб «Ривер Плейт» за 400 песо, которые заплатил президент «Ривера», Антонио Либерти, увидевший Муньоса в составе «Док Суд». Его дебютной игрой стал матч 15 октября 1939 года против «Атланты», завершившийся победой «Ривера» 4:2. В «Ривере» Муньос первоначально соперничал за место в составе с Деамброси, но затем вытеснил его из состава и стал заменой завершившему карьеру Карлосу Пеуселье. Он выступал за команду на протяжении 11-ти сезонов, сыграв в 184 матчах и забив 39 голов. Муньос был часть знаменитой «Машины» (La Máquina), которая доминировала в аргентинском футболу в 1940-х годах, выиграв 4 титула чемпионата Аргентины. При этом Муньос, как и Лоустау слева, являлся «разгоняющим», благодаря своей скорости и физической выносливости, атаки команды по флангу Завершил карьеру Муньос в клубе «Платенсе», за который сыграл за 3 сезона 39 матчей и забил 3 гола. Его место в составе занял Сантьяго Вернасса.
За сборную Аргентины Муньос провёл 11 матчей и забил 2 гола. Он выиграл с командой чемпионат Южной Америки в 1945 году.
После завершения игровой карьеры, Муньос остался в «Платенсе» на должности менеджера, а затем президента клуба. Также он работал футбольным экспертом в реадиопрограмме «Los Ases del Deporte» (Эксперты Спорта), которая объединяла нескольких завершивших карьеру игроков, рассуждающих о футболе. Недолго проработал Муньос футбольным экспертом на телевидении. Последние годы жизни Муньос прожил с кардиостимулятором. Он умер в 2009 году от инфаркта миокарда. «Ривер» почтил память Муньоса минутой молчания.

## Достижения
- Чемпион Аргентины: 1941, 1942, 1945, 1947
- Чемпион Южной Америки: 1945